# Dirngulbai Misech
Dirngulbai Moreyna Misech (* 27. September 1997 in Koror) ist eine palauische Schwimmerin.

## Karriere
Dirngulbai Misech nahm im Alter von 15 Jahren bereits an den Kurzbahnweltmeisterschaften 2012 teil, wo sie über 50 Meter Schmetterling sowie 50 und 100 Meter Freistil startete. Es folgten weitere Teilnahmen an den Weltmeisterschaften 2013 und 2015 sowie an den Kurzbahnweltmeisterschaften 2014.
Bei den Olympischen Jugend-Sommerspielen 2014 startete sie über 200 Meter Freistil und 100 Meter Schmetterling.
Bei den Olympischen Sommerspielen 2016 in Rio de Janeiro belegte sie im Wettkampf über 50 m Freistil den 65. Rang.
Sie stellte bisher über 20 nationale Rekorde auf.